# Tomás Cerdán de Tallada
Tomás Cerdán de Tallada (Játiva, Reino de Valencia, España, ¿1530? - Valencia, España, 28 de septiembre de 1614) fue un magistrado, jurista, humanista, poeta y doctor en leyes valenciano.

## Biografía
Fue amigo personal de los reyes Felipe II y Felipe III de España. Cursó sus estudios en la Universidad de Valencia. Entre sus maestros destacan Juan Gélida; fue discípulo de Juan Luis Vives y Jerónimo Muñoz. Estudió Derecho Romano y Derecho Canónico hasta llegar al grado de doctor. En 1604 Felipe III le promovió al cargo de regente del Consejo de Aragón.
Fue autor del tratado Visita de la Cárcel y de los presos, por lo que se consideró el precursor del moderno penalismo, lo que le llevaría al puesto de «Abogado de los Pobres». Influido por sor Margarita Agullona, amiga de juventud, puso de manifiesto la denuncia continua del mal trato a los encarcelados, las pocas seguridades y su mal acomodamiento.
Se retiró a su casa, la alquería del Molino, llamada «El Cerdanet», situada en las afueras de Mislata, donde años más tarde se construiría la Cárcel Modelo de Valencia. Dictó testamento en 24 de septiembre, falleciendo cuatro días más tarde, asistido por el arzobispo Isidoro Aliaga.

## Obras destacadas
- Visita de la cárcel y de los presos (Valencia: Pedro de Huete, 1574).
- Verdadero gobierno de la Monarquía, tomado por su propio sugeto la conservación de la paz (1581).
- Veriloquium en reglas de Estado (1604).
- Repartimiento sumario de la jurisdicción de S.M. en el reino de Valencia (1611).
- Discurso en razón de abreviar pleitos (1613).